# فرد دگازن
فردریک اترپه دگازن (انگلیسی: Frederick Eutrope Degazon؛ زادهٔ ۴ ژانویه ۱۹۱۳ – درگذشتهٔ ۴ اکتبر ۲۰۰۸) یک سیاست‌مدار اهل دومینیکا بود.